# روب بروف
روب بروف (بالإنجليزية: Rob Brough)‏ هو مذيع أخبار أسترالي، ولد في 1955.